# Cymbalopora
Cymbalopora es un género de foraminífero bentónico de la subfamilia Cymbaloporinae, de la familia Cymbaloporidae, de la superfamilia Planorbulinoidea, del suborden Rotaliina y del orden Rotaliida. Su especie tipo es Cymbalopora radiata. Su rango cronoestratigráfico abarca desde el Cretácico superior hasta el Selandiense (Paleoceno medio).

## Clasificación
Cymbalopora incluye a las siguientes especies:
- Cymbalopora bulloides †
- Cymbalopora cushmani †
- Cymbalopora dalmatina †
- Cymbalopora hemiglobusa †
- Cymbalopora hungarica †
- Cymbalopora inversa †
- Cymbalopora irregularis †
- Cymbalopora lecalvezae †
- Cymbalopora oblonga †
- Cymbalopora radiata †
  - Cymbalopora radiata var. minima †
- Cymbalopora tabagoensis †
- Cymbalopora tabellaeformis †
- Cymbalopora vitrea †

Otras especies consideradas en Cymbalopora son:
- Cymbalopora milletti †, aceptado como Millettiana millettii †
- Cymbalopora poeyi †, aceptado como Cymbaloporetta poeyi †
  - Cymbalopora poeyi var. bradyi †

En Cymbalopora se ha considerado el siguiente subgénero:
- Cymbalopora (Tretomphalus), aceptado como género Tretomphalus